# Anamnesis (stijlfiguur)
Een anamnesis (ook anamnese) is het uit het hoofd herhalen wat door een ander is gezegd of geschreven. Daarmee is het een stijlfiguur. 
voorbeeldVan Gaal zegt op zo'n moment: "Allemaal naar voren".
Zoals mijn oma zei: "Zit op 'n paard en zoekt ernaar".
De stijlfiguur is vaak terug te vinden in schriftstukken zoals de memoires of in de autobiografie. Daarnaast zijn er ook gevallen bekend waarin de anamnesis toegepast werd in de poëzie  of in fictief proza. Een bekend internationaal voorbeeld hiervoor is de Franse schrijver Marcel Proust met zijn À la recherche du temps perdu. In de Nederlandstalige literatuur vormt Kind tussen vier vrouwen van S. Vestdijk een voorbeeld.